# Ал Пийс
Виктор (Ал) Пийс (на английски: Victor 'Al' Pease; роден в Дарлингтън, графство Дърам, Англия, Великобритания на 15 октомври 1921 г. – починал в Съвиървил, щата Тенеси, САЩ на 4 май 2014 г.) е канадски пилот от автомобилното състезание „Формула 1“.

## Кариера във Формула 1
Ал Пийс дебютира във Формула 1 през 1967 г. в Голямата награда на Канада, в световния шампионат на Формула 1 записва 3 участия, като не успява да спечели точки. Състезава се с частен автомобил Игъл.